# Zopherus opacus
Zopherus opacus is een keversoort uit de familie somberkevers (Zopheridae). De wetenschappelijke naam van de soort werd in 1867 gepubliceerd door George Henry Horn.